# Nabucco
Nabucco er en opera i fire akter af Giuseppe Verdi til en italiensk libretto af Temistocle Solera, baseret på en bibelsk historie (2. Kong. 24f) og et skuespil fra 1836 af Auguste Anicet-Bourgeois og Francis Cornue. Nabucco var Verdis tredje opera; den fik urpremiere i 1842. Operaen anses for at have etableret Verdis ry som operakomponist og dermed lanceret hans karriere. Det bedst kendte nummer fra operaen er det hebraiske slavekor, "Va' pensiero, sull'ali dorate" ("Flyv, tanke, på gyldne vinger"), et stykke, der ofte forlanges som encore i dag.
Nabucco handler om jødernes skæbne og angrebet på og overvindelsen af dem og den derpå følgende eksilering, som kongen af Babylon, Nebukadnesar, gennemtvinger. De historiske begivenheder bruges som baggrund for operaens romantiske og politiske plot.

## Opførelseshistorie
Operaen blev først opført den 9. marts 1842 på Teatro alla Scala i Milano under det oprindelige navn Nabucodonosor. Operaens nuværende og endelige titel, Nabucco, blev første gang brugt i en forestilling på Nobile Teatro di San Giacomo di Corfù i september 1844.
Selv om værket ikke opføres så ofte som nogle af Verdis andre operaer, høres Nabucco stadig på verdens operascener i dag. Operaen har været på Metropolitan Operas værkliste, siden den først blev opført i løbet af sæsonen 1960-1961. Det er den eneste af Verdis tidlige operaer, bortset fra Ernani og Luisa Miller, som regelmæssigt er blevet opført Metropolitan Opera i den seneste tid; Nabucco er gået over scenen i 2001, 2003, 2004 og 2005. Nabucco ses også regelmæssigt på Arena di Verona, hvor den blev opført i 2002, 2003, 2005, 2007 og 2008. Blandt de forestillinger der er optaget på DVD, er der Arena di Verona (1981 og 2007), Teatro alla Scala (1987), Opera Australia (1996), Wiener Staatsoper (2001), Metropolitan Opera (2002), Genovas Teatro Carlo Felice (2004), Teatro Municipale di Piacenza (2004), og Østrigs St. Margarethen operafestival (2007). Mange andre selskaber har også opført operaen, herunder San Francisco Opera i 1982, Sarasota Opera i 1995, Londons Royal Opera House i 1996, det nye nationalteater i Tokyo i 1998, Teatro Colón i 2000, Baltimore Opera i 2006 og Teatro Regio di Parma i 2008 som led i deres igangværende "Festival Verdi". Nabucco har været på Michigan Opera Theatre og San Diego Operas repertoire i 2009-2010, og den israelske opera fejrer sit 25-års-jubilæum i 2010 med en Nabucco på Masada.

### Danske opførelser
Operaen fik dansk premiere på Hofteatret i København den 21. december 1845 ved en omrejsende italiensk operatrup. Operaen er desuden blevet opført af Teater Hedeland ved Roskilde ved en udendørs forestilling i 2006 i et samarbejde med Malmö Opera och Musikteater. Det Kongelige Teater har premiere på sin første opførelse af værket i 26. september 2010 i en iscenesættelse af svenske Elisabeth Linton.

## Kritisk modtagelse
Verdi sagde, at "dette er den opera hvormed min kunstneriske karriere virkelig begynder. Og selvom jeg havde mange problemer at kæmpe med, står det fast, at Nabucco blev født under en heldig stjerne". Operaen blev en øjeblikkelig succes og overskyggede de operaer af Donizetti og Pacini, der blev spillet på operahuse i nærheden. Publikum gav værket en varm modtagelse, men kritikerne var mindre entusiastiske i deres dom.
En af kritikere, der opponerede mod Nabucco var Otto Nicolai, den komponist som først fik librettoen tilbudt. Nicolai var prøjser og følte sig på kant med den følelsesbetonede italienske opera, selv om han levede i nærheden af Milano. Efter at have afvist librettoen fra Merelli begyndte Nicolai at arbejde på en anden kaldet Il Proscritto. Dens katastrofale premiere i marts 1841 tvang Nicolai til at annullere kontrakten med Merelli og vende tilbage til Wien. Derfra hørte han om Nabuccos succes og blev rasende. "Verdis operaer er virkelig forfærdelige", skrev han. "Han orkestrerer som en nar – teknisk er han ikke engang professionel – og han må have et æsels hjerte og efter min mening er han en ynkelig, foragtelig komponist...". Derudover beskrev han Nabucco som intet andet end "raseri, skældsord, blodsudgydelser og mord".
Nicolais udtalelser repræsenterede dog kun et mindretals mening; Nicolai er som komponist relativt ukendt. Nabucco lancerede Verdis karriere indtil hans pensionering 29 operaer senere.
Musikhistorikere har længe genfortalt myten om det berømte hebræerkor i tredje akt. Myten fortæller, at når Va, pensiero-koret blev sunget i Milano, der dengang tilhørte den store del af Italien, der var under østrigsk herredømme, reagerede publikum med nationalistisk iver og identifikation med de landsforviste slavers klagesang over deres tabte hjemland ved at kræve koret afsunget igen. Da regeringen havde forbudt ekstranumre på det tidspunkt, ville det ønske have været yderst betydningsfuldt. Forskningen har da heller ikke kunnet bekræfte myten. Selv om publikum rent faktisk ønskede et ekstranummer, var det ikke Va, pensiero, det drejede sig om, men snarere salmen Immenso Jehova, sunget af den hebraiske slaver for at takke Gud for at redde folket. I lyset af disse nye oplysninger har Verdis rolle som den musikalske frontfigur i Risorgimento måttet nedtones. Ved Verdis begravelse skal mængden spontant have sunget "Va, pensiero".

## Roller
| Rolle                                    | Stemmetype  | Originalbesætning, 9. marts 1842 (Dirigent: -) |
| ---------------------------------------- | ----------- | ---------------------------------------------- |
| Nabucco, konge af Babylon                | Baryton     | Giorgio Ronconi                                |
| Abigaille, angiveligt hans ældste datter | Sopran      | Giuseppina Strepponi                           |
| Fenena, hans datter                      | Mezzosopran | Giovannina Bellinzaghi                         |
| Ismaele, nevø af kongen af Jerusalem     | Tenor       | Corrado Miraglia                               |
| Zaccaria, jødernes ypperstepræst         | Bas         | Prosper Dérivis                                |
| Anna, Zaccarias søster                   | Sopran      | Teresa Ruggeri                                 |
| Abdallo, babylonisk soldat               | Tenor       | Napoleone Marcone                              |
| Ba'als ypperstepræst                     | Bas         | Gaetano Rossi                                  |
| Mennesker, soldater                      |             |                                                |

## Synopsis[15]
Tid: 587 f.Kr.
Sted: Jerusalem og Babylon

### Første akt: Jerusalem
"For jeg vender mig mod denne by til dens ulykke, ikke til dens lykke, siger Herren. Den skal gives i babylonerkongens magt, og han skal brænde den ned." (Jeremias' Bog 21:10)
Templet i Jerusalem
Jøderne bliver besejret, og Nabucco (Nebukadnesar) er klar til at indtage Jerusalem. Ypperstepræsten Zaccaria beder folket om ikke at fortvivle, men stole på Gud (D'Egitto la su i lidi). Gidslet Fenena - Nabuccos yngste datter - kan endnu sikre freden (Come notte a sol fulgente). Zaccaria beder Ismaele, nevø af kongen af Jerusalem og en tidligere udsending til Babylon, tage sig af Fenena. Selv om Fenena og Ismaele elsker hinanden, opfordrer Ismaele - da de er blevet alene - hende til at flygte frem for at risikere sit liv. Nabuccos ældste datter, Abigaille, kommer ind i templet med soldater i forklædning. Hun elsker også Ismaele. Da hun opdager de to, truer hun Ismaele: Hvis han ikke opgiver Fenena, vil Abigaille beskylde hende for forræderi. Kongen kommer ind (Viva Nabucco). Zaccaria trodser ham og truer med at dræbe Fenena med en dolk. Ismaele intervenerer for at redde hende. Nabucco reagerer ved at beordre templet ødelagt, og jøderne forbander Ismaele som en forræder.

### Anden akt: Den vantro
"Herrens storm bryder frem med vrede, en hvirvelstorm, der hvirvler over hovedet på de ugudelige." (Jeremias 30:23)
Første scene: Paladset i Babylon
Nabucco er i krig, og har udnævnt Fenena som regent i sit fravær. Abigaille har opdaget et dokument der viser, at hun ikke er Nabuccos sande datter, men en slave (Anch'io dischiuso un giorno). Ypperstepræsten af Baal kommer for at fortælle Abigaille, at Fenena har frigivet de jødiske fanger. De vil iværksætte et kup for at sætte Abigaille på tronen, mens de spreder et rygte om, at Nabucco er død i kamp. De forlader Abigaille (Salgo già del trono aurato).
Anden scene: En hal i paladset i Babylon
Zacharia venter Fenena (Vieni, o Levita). Hun konverterer til jødedommen, og Ismaele forsones med jøderne. Det kundgøres, at kongen er død, og Abigaille og ypperstepræsten af Ba'al kræver derfor, at Fenena overlader dem tronen. Helt uventet kommer Nabucco ind og håner begge parter, både Ba'al og hebræernes gud, som han har besejret. Han hævder selv at være en gud. Da Zaccaria gør indsigelser, beordrer Nabucco, at jøderne skal dø. Fenena siger, at hun vil dele deres skæbne. Da Nabucco gentager, at han nu er en gud (Non son piu re, son dio), rammes han af et lyn og mister sin forstand. Han taber kronen. Abigaille samler den op.

### Tredje akt: Profetien
"Derfor skal ørkendyr og hyæner bo der, strudse skal slå sig ned. Aldrig mere skal nogen bo der, i al evighed skal ingen leve der." (Jeremias' Bog 50:39)
Første scene: Babylons hængende haver
Ypperstepræsten af Ba'al præsenterer Abigaille for jødernes og Fenenas dødsdom. Nabucco kommer sindsforvirret ind og kræver sin trone. Abigaille overtaler Nabucco til at underskrive dommen, men beder om, at Fenena må blive frelst. Han fortæller Abigaille, at hun ikke er hans sande datter, men en slave. Abigaille spotter ham og ødelægger det dokument, der beviser hendes sande oprindelse. Han forstår, at han nu er en fange og beder for Fenena liv (Oh di qual onta aggravasi questo mio crin canuto). Abigaille jubler.
Anden scene: Eufrats bred

Jøderne længes efter deres hjemland (Va pensiero, sull'ali dorate). Zaccaria formaner dem igen om at være faste i troen: Gud vil ødelægge Babylon.

### Fjerde akt: Det knuste gudebillede
"Bel er blevet til skamme, Marduk grebet af rædsel; dens gudebilleder er blevet til skamme, møgguderne grebet af rædsel." (Jeremias' Bog 50:2)
Første scene: Paladset i Babylon
Nabucco vågner og har genvundet sin styrke og forstand. Han ser Fenena blive ført til henrettelsesstedet i kæder. Han beder om jødernes guds tilgivelse, og lover at genopbygge templet i Jerusalem og følge den sande tro (Dio di Giuda). Han får følgeskab af en deling loyale soldater og beslutter at straffe forræderne og redde Fenena.
Anden scene: Babylons hængende haver 
Netop som Zaccaria fører Fenena og jøderne til Ba'als alter, hvor de skal ofres (Va! La palma del martirio......dischius'è il firmamento), kommer Nabucco ind med sværd i hånd. På hans befaling bliver gudebilledet af Ba'al splintret. Nabucco fortæller jøderne, at de er fri, og at et nyt tempel skal bygges til deres gud. Abigaille kommer ind. Hun har forgiftet sig selv og udtrykker sin anger. Hun beder om tilgivelse for Fenena og dør. Zaccaria hylder Nabucco som Guds tjener og kongernes konge.

## Orkestrering
To fløjter (en fordobling som piccolo), to oboer (en fordobling som engelsk horn), to klarinetter, to fagotter, fire horn, to trompetter, tre basuner (to tenorer, en bas), en cimbasso, pauker, stortromme, bækken, lilletromme, triangel, to harper, strygere og et sceneorkester.

## Diskografi[16]
| År   | Besætning (Nabucco, Abigaille, Zaccaria, Ismaele, Fenena)                                       | Dirigent, Operahus og orkester                                   | Pladeselskab                              |
| ---- | ----------------------------------------------------------------------------------------------- | ---------------------------------------------------------------- | ----------------------------------------- |
| 1951 | Paolo Silveri, Caterina Mancini, Antonio Cassinelli, Mario Binci, Gabriella Gatti               | Fernando Previtali, Orchestra Sinfonica e Coro di Roma della RAI | Audio CD: Warner Fonit 8573 82646-2       |
| 1965 | Tito Gobbi, Elena Souliotis, Carlo Cava, Bruno Prevedi, Dora Caral                              | Lamberto Gardelli, Wiener Staatsopers orkester og kor            | Audio CD: Decca 417 407-2                 |
| 1982 | Piero Cappuccilli, Ghena Dimitrova, Evgeny Nesterenko, Plácido Domingo, Lucia Valentini Terrani | Giuseppe Sinopoli, Deutsche Oper Berlin                          | Audio CD: DG DG 410 512-2                 |
| 1987 | Renato Bruson, Ghena Dimitrova, Paata Burchuladze, Bruno Beccaria, Raquel Pierotti              | Riccardo Muti, Teatro alla Scalas orkester og kor                | DVD: Warner 5050467-0944-2-0              |
| 2002 | Juan Pons, Maria Guleghina, Samuel Ramey, Gwyn Hughes Jones, Wendy White                        | James Levine, Metropolitan Opera                                 | DVD: Deutsche Grammophon, live B0006O9M6S |
| 2004 | Alberto Gazale, Susan Neves, Orlin Anastassov, Yasuharu Nakajiima, Annamaria Popescu            | Riccardo Frizza, Teatro Carlo Felices orkester og kor            | DVD: Dynamic, live 33465                  |

## Eksterne links
- Opera Guide Arkiveret 27. september 2007 hos  Wayback Machine Synopsis – Libretto – Highlights
- Libretto
- Noter til librettoen
- En frit tilgængelig optagelse af operaen Arkiveret 4. juni 2011 hos  Wayback Machine
- Aria Database
- Parker, Roger. Nabucco, 1988, "The Center For Italian Studies", University of Chicagos hjemmeside Arkiveret 20. november 2005 hos  Wayback Machine. Besøgt 22. maj 2005.
- Parker, Roger (1997). Leonora's Last Act: Essays in Verdian Discourse. Princeton University Press. ISBN 0691015570.
- Roger Parker, "Verdi and Milan" Arkiveret 12. oktober 2008 hos  Wayback Machine, forelæsning om Verdi med oplysninger om Nabucco, holdt på Gresham College i London den 14. maj 2007 (tekst samt lyd- og videofiler (streaming eller download))